# Olivenza
Olivenza (Portugees: Olivença) is een gemeente in de Spaanse provincie Badajoz in de regio Extremadura met een oppervlakte van 430 km². Olivenza heeft 11.986 inwoners (2018).

## Portugese claim
Portugal claimt de soevereiniteit over de gemeente. Tot 1801 hoorde deze bij Portugal, maar ze werd in dat jaar met het Verdrag van Badajoz aan het napoleontische Spanje overgedragen. Volgens de Portugezen werd deze overdracht door Spaanse schending van het verdrag in 1807 en het verdrag naar aanleiding van het Congres van Wenen in 1815 ongedaan gemaakt. Ondanks ondertekening van het verdrag van Wenen in 1817 erkende Spanje deze opvatting niet en heeft het feitelijk het bestuur over de gemeente behouden.

## Bezienswaardigheden
- de kerk Santa María del Castillo dateert uit de 13e-16e eeuw.
- de kerk Santa María Magdalena werd in de 16e eeuw opgetrokken in Manuelstijl.
- het castillo werd door de Tempeliers gebouwd aan het einde van de 13e eeuw. Vermeldenswaardig zijn de dikke weermuren met blinde torens en vooral de 40 meter hoge donjon, gebouwd in 1488 en toen de hoogste van Portugal. De vesting werd in 1975 gerestaureerd en herbergt sindsdien een etnografisch museum.
- de plaza de España heeft een mooi plaveisel van zwierige en geometrische motieven.
- de Ajudabrug over de Guadiana werd in 1510 gebouwd in opdracht van Emanuel I van Portugal. Na eerdere beschadigingen en restauraties werd de brug in 1709 door de Spanjaarden tot ontploffing gebracht tijdens de Spaanse Successieoorlog. Sindsdien werd ze nooit meer hersteld. Ze ligt een tiental km buiten het centrum van Olivenza, aan de Spaans-Portugese grens.

## Demografische ontwikkeling
Bron: INE; 1857-2011: volkstellingen
Opm.: In 1857 werden Táliga en San Jorge de Alor zelfstandige gemeenten; in 1877 werd San Jorge de Alor terug bij Olivenza gevoegd

## Geboren in Olivenza/Olivença
- Paulo da Gama (ca.1465-1499), ontdekkingsreiziger, zeevaarder en de oudere broer van Vasco da Gama